# Movimiento por Nuestros Desaparecidos en México
El Movimiento por Nuestros Desaparecidos en México es una alianza de organizaciones defensoras de derechos humanos y familias de personas desaparecidas que buscan realizar incidencia legislativa contra la desaparición en materia legislativa, a través de la Ley General de Desaparición Forzada y Desaparición por Particulares.

## Historia
La alianza se formó en marzo de 2015 cuando familiares de personas desaparecidas se unieron para exigir al Estado Mexicano una legislación adecuada para la búsqueda y aparición con vida. Agrupa más de 70 colectivos en México y Centroamérica.
La propuesta central del Movimiento es que la Ley General en Materia de Desaparición sea armonizada, que la Comisión Nacional de Búsqueda cuente con policía propia y colabore directamente con el Ministerio Público en las acciones de investigación.
Las organizaciones integrantes también exigen que deje de utilizarse el término no localizados y se use, como dictan las recomendaciones internacionales, personas desaparecidas.

## 8 puntos
El Movimiento por Nuestros Desaparecidos en México tiene ocho puntos sobre mecanismos mínimos de búsqueda:
1. Creación de la Comisión Nacional de Búsqueda que diseñe y ejecute programas nacionales de búsqueda, exhumaciones, registro nacional de personas desaparecidas, registro nacional de fosas y el registro nacional de personas fallecidas no identificadas
2. Creación del Programa Nacional de Búsqueda, que dé prioridad a la búsqueda de personas en vida
3. Creación del Programa Nacional de Exhumaciones e Identificación de restos que incluya acciones para la identificación y registro de fosas comunes y clandestinas, además del resguardo de restos e identificación de cuerpos y fragmentos humanos
4. Asignación de presupuesto suficiente destinado a la investigación, búsqueda e identificación
5. Fijar responsabilidades a superiores jerárquicos que por acción u omisión permiten que sigan ocurriendo estos delitos
6. Participación activa de familiares y organizaciones de la sociedad civil en los procesos de búsqueda, investigación e identificación, así como en la evaluación de políticas públicas
7. Garantía de que la investigación y búsqueda se lleve a cabo de manera íntegra hasta el esclarecimiento de los hechos
8. Eliminar la distinción entre persona desaparecida y persona no localizada de manera que no afecte la búsqueda.[9]

## Organizaciones pertenecientes al Movimiento por Nuestros Desaparecidos en México
- Agrupación de Mujeres Organizadas por los Ejecutados, Secuestrados y Desaparecidos de Nuevo León, AMORES (Nuevo León);
- Asociación Unidos por los Desaparecidos (Baja California);
- Buscando a los Desaparecidos y Desaparecidas de Jalapa
- Colectivo por la Paz, Jalapa Veracruz
- Comité de Familiares de Personas Desaparecidas en México, “Alzando Voces” COFADDEM
- Comité de Familiares y Amigos Secuestrados, Desaparecidos y Asesinados en Guerrero
- Comité de Familias Migrantes Desaparecidos del Salvador COFAMIDE
- Comité-Familias Unidas de Chiapas Buscando a Nuestros Migrantes “Junax Ko’otontik”,
- Desaparecidos de El Fuerte Sinaloa.
- Desaparecidos Justicia, A.C.,
- Familiares de Desaparecidos y Desaparecidas de Xalapa,
- Familiares de Orizaba y Córdoba, Veracruz,
- Familiares en Búsqueda María Herrera, A.C.,
- Familiares organizadas con Red Mesa de Mujeres Chihuahua.
- Familiares organizados con Centro de Derechos Humanos Paso del Norte
- Familias Unidas en la Búsqueda y Localización de Desaparecidos de Piedras Negras (Coahuila);

- Familias Unidas por Nuestros Desaparecidos Jalisco,
- Frente de Víctimas del Estado de Morelos.
- Fuerzas Unidas por Nuestros Desaparecidos en Coahuila (Fuundec)
- Fuerzas Unidas por Nuestros Desaparecidos en México – Región Centro
- Fuerzas Unidas por Nuestros Desaparecidos en México (Fundem)
- Fuerzas Unidas por Nuestros Desaparecidos en Nuevo León (FUNDLN)
- Grupo V.I.D.A., Víctimas por sus Derechos en Acción (Coahuila);
- Justicia para Nuestras Hijas (Chihuahua);
- Los Otros Desaparecidos de Iguala.
- Madres Unidas
- Movimiento por la Paz con Justicia y Dignidad.
- Personas Migrantes Desaparecidas de Guatemala
- Plataforma de Víctimas de Desaparición en México.
- Red de Madres Buscando a sus Hijos, A.C.,
- Red Eslabones por los Derechos Humanos
- Red Nacional de Enlaces,
- Unión de familiares de desaparecidos de Sinaloa en los años 70s.
- Víctimas y Ofendidos del Estado de Morelos, A.C. 35. Voces Unidas por la Vida
- Red Retoño
- Por Amor A Ellxs
- Juntos por Hidalgo

### Organizaciones acompañantes
- Bordamos por la paz,
- Casa del Migrante Saltillo,
- Cauce Ciudadano, A.C.;
- Centro de Derechos de la Mujer de Chiapas, A.C.,
- Centro de Derechos Humanos “Miguel Agustín Pro Juárez”, A. C.
- Centro de Derechos Humanos de la Montaña Tlachinollan;
- Centro de Derechos Humanos Fray Pedro Lorenzo de La Nada Ocosingo,
- Centro de Derechos Humanos Juan Gerardi, A.C. (Coahuila);
- Centro de Derechos Humanos Oralia Morales, (Chiapas)
- Centro de Derechos Humanos Paso del Norte, A.C. (Chihuahua);
- Centro de Derechos Humanos Victoria Diez, A.C.,
- Centro de Justicia para la Paz y el Desarrollo, A.C.
- Centro de Orientación del Migrante de Oaxaca A.C.,
- Centro Diocesano para los Derechos Humanos Fray Juan de Larios, A.C. (Coahuila);
- CEPS Justicia y Participación
- Ciudadanos en Apoyo a los Derechos Humanos, A.C. (CADHAC);
- Comisión de Solidaridad y Defensa de los Derechos Humanos, A.C. (Chihuahua);
- Comisión Mexicana de Defensa y Promoción de los Derechos Humanos, A.C.
- Dimensión de Justicia, Paz y Reconciliación,
- Diócesis de Zamora
- Fe y Política de la Comisión Episcopal para la Pastoral Social,

- Freedom House México;
- Fundación de Antropología Forense de Guatemala,
- Fundación de Diego Lucero A.C.,
- Fundación para la Justicia y el Estado Democrático de Derecho, A.C.
- Fundar. Centro de Análisis e Investigación, A.C.
- Grupo de Mujeres de San Cristóbal de las Casas “COLEM”, A.C.
- ID(H)EAS Litigio Estratégico en Derechos Humanos A.C.;
- Justicia para Nuestras Hijas, A.C.;
- La 72 Hogar-Refugio para Personas Migrantes,
- Litigio Estratégico en Derechos Humanos, A.C. IDHEAS
- Mexicanas y Mexicanos en el Exilio (Texas, EE. UU.);
- Mujeres de Pacto, A.C.
- Red Mesa de Mujeres, A.C.;
- Servicio Jesuita al Migrante México.
- Servicio Jesuita al Migrante Nicaragua,
- Servicios y Asesoría para la Paz (SERAPAZ);
- South Texas Human Rights Centre,
- Taller de Desarrollo Comunitario, A.C.,
- Voces Mesoamericanas, Acción con Pueblos Migrantes, A.C.,
- Zacatecanos por la Paz.
- Centro de Colaboración Cívica[10]